# Marion Mallmann-Biehler
Marion Mallmann-Biehler (* 12. Februar 1947 in München) ist eine deutsche Bibliothekarin. Von 1987 bis 2013 leitete sie das Bibliotheksservice-Zentrum Baden-Württemberg in Konstanz.

## Leben und Wirken
Marion Mallmann-Biehler studierte Germanistik und Politikwissenschaft an den Universitäten Marburg, Gießen und London. Nach dem Staatsexamen für den höheren Schuldienst 1972 promovierte sie 1977 an der Universität Marburg. Im Jahre 1975 trat sie als Bibliotheksreferendarin an der Universitäts- und Landesbibliothek Darmstadt in die Ausbildung für den höheren Bibliotheksdienst ein und legte 1977 die Fachprüfung hierfür an der Bibliotheksschule Frankfurt/M. ab. Zunächst war sie dann von 1977 bis 1979 als wissenschaftliche Angestellte an der Badischen Landesbibliothek tätig, anschließend von 1979 bis 1987 als Fachreferentin und Abteilungsleiterin an der Universitätsbibliothek Heidelberg. 1987 übernahm sie die Leitung des Bibliotheksservice-Zentrums Baden-Württemberg (BSZ); dieses Amt hatte sie bis 2013 inne. In ihrer langen Amtszeit entwickelte sich das Bibliotheksservice-Zentrum, das in enger Anlehnung an die Universität Konstanz steht, jedoch eine zentrale Einrichtung des Landes Baden-Württemberg ist, zu einem sehr bedeutenden Service-Zentrum für die wissenschaftlichen Bibliotheken und Museen im südwestdeutschen Raum, dem sich nach 1990 auch der Freistaat Sachsen anschloss. Zu den Einrichtungen dieses Zentrums gehört der Südwestdeutsche Bibliotheksverbund (SWB).

## Veröffentlichungen
- "Das innere Reich". Analyse einer konservativen Kulturzeitschrift im Dritten Reich (= Abhandlungen zur Kunst-, Musik- und Literaturwissenschaft, Bd. 248). Bouvier, Bonn 1978, ISBN 3-416-01383-2 (Dissertation Universität Marburg).
- (mit Hans-Joachim Bergmann u. Claudia Haarbeck): Statistische Erhebungen zum Personaleinsatz in wissenschaftlichen Bibliotheken. Ergebnisse einer mit Unterstützung der Deutschen Forschungsgemeinschaft durchgeführten Untersuchung (= Heidelberger Universitätsschriften, Bd. 3). Universitätsbibliothek Heidelberg 1982, ISBN 3-9801803-9-5.
- Personaleinsatz in wissenschaftlichen Bibliotheken. In: Bibliothek. Forschung und Praxis, Bd. 9 (1985), S. 241–263.
- EDV in englische Bibliotheken. Bericht über eine Informationsreise durch englische Bibliotheken und über die erste internationale Konferenz "Bibliographic access in Europe". In: Bibliothek. Forschung und Praxis, Bd. 14 (1990), S. 61–67.
- (Hrsg. u. Mitautorin): Regionale und überregionale Katalogisierung. Bestandsnachweis und retrospektive Konversion (= DBI-Materialien, Bd. 96). Deutsches Bibliotheksinstitut, Berlin 1990, ISBN 3-87068-896-3.
- Katalogisierung und Verbundnutzung in den USA. In: Bibliotheksdienst, Bd. 26 (1992), S. 492–507.
- Gemeinsame Verbundstrategien. Entwicklungen und Planungen. In: Hartwig Lohse (Hrsg.): Bibliotheken in alten und neuen Hochschulen (= Zeitschrift für Bibliothekswesen und Bibliographie, Sonderhefte, Bd. 55). Klostermann, Frankfurt/M. 1993, S. 138–149, ISBN 3-465-02559-8.
- Der Südwestdeutsche Bibliotheksverbund, ein offenes System. In: Elke Bonness (Hrsg.): Offene Systeme in offene Bibliotheken!  Propagierung, Bedeutung, Auswirkungen, Probleme (= Bibliotheksstudien, Bd. 6). Saur, München 1993, S. 96–108, ISBN 3-598-11188-6.
- Sind kostenpflichtige Online-Kataloge ein Eigentor? In: Sabine Wefers (Hrsg.): Die Herausforderung der Bibliotheken durch elektronische Medien und neue Organisationsformen (= Zeitschrift für Bibliothekswesen und Bibliographie, Sonderhefte, Bd. 63). Klostermann, Frankfurt/M. 1996, S. 115–124, ISBN 3-465-02850-3.
- Bibliotheksservice-Zentrum Baden-Württemberg. Aufgaben und Ziele. In: Konrad Heyde (Hrsg.): Die Bibliothek ins Zentrum. Vorschläge zur intensiveren Nutzung der Ressource Bibliothek (= Schriften der Universitätsbibliothek Freiburg, Bd. 23). Universitätsbibliothek Freiburg 1999, S. 109–121, ISBN 3-928969-10-2.
- Dienstleistungen der Verbünde für kleine und mittlere Bibliotheken. Das Beispiel Bibliotheksservice-Zentrum Baden-Württemberg. In: Henner Grube (Hrsg.): Zukunft der Bibliothek, Nutzung digitaler Ressourcen, Schule und Bibliothek (= Ekz-Konzepte, Bd. 8). Ekz, Reutlingen 2000, S. 54–62, ISBN 3-920279-15-8.
- Bibliotheksverbünde und ihre Dienstleistungen für Spezialbibliotheken. In: Margit Brauer (Hrsg.): Bibliotheken und Informationseinrichtungen – Aufgaben, Strukturen, Ziele. Arbeitsgemeinschaft der Spezialbibliotheken, Jülich 2003, S. 97–112.
- Kooperative Literatur- und Informationsversorgung durch Bibliotheken und Verbünde. In: Helmut Knüppel (Hrsg.): Wege und Spuren. Verbindungen zwischen Bildung, Wissenschaft, Kultur, Geschichte und Politik. Festschrift für Joachim-Felix Leonhard (= Schriftenreihe des Wilhelm-Fraenger-Instituts Potsdam, Bd. 10). Verlag für Berlin-Brandenburg, Berlin 2007, S. 125–134, ISBN 978-3-86650-001-3.